# Chetone ithomia
Chetone ithomia là một loài bướm đêm thuộc phân họ Arctiinae, họ Erebidae.